# Hulstlander
Hulstlander (ibland kallad "hussie") är en liten till medelstor kaninras från Nederländerna. Rasen avlades fram som utställningskanin, och utvecklades av Mr J de Graaf på slutet av 1970-talet. För att få fram en hulstlander korsade Mr J de Graaf en hermelinkanin med en vit vienna. Hulstlander finns bara i färgen vit med ljusblå ögon. Det ska inte finnas spår av andra färger på pälsen. Klorna är färglösa. Kroppen är kort, kompakt och muskulös. Idealvikten för en utställningskanin av rasen är mellan 2,4 och 2,7 kg. Rasen har stora, tjocka öron som är 8 till 10 cm långa. Päls som är för lång, för tunn, grov, sträv eller ullig ett fel hos hulstlander när man ställer ut den. Dock är dessa variationer vanliga inom rasen. Hulstlander har en väldigt tät, medellång päls med tjock underpäls och korta täckhår. Pälsen ska vara blank och fri från tovor. 
Hulstlander är en lekfull och nyfiken ras som älskar uppmärksamhet. Den är naturligt intelligent och lättlärd. Samtidigt som den är lugn är den också självsäker. Hulstlander är en relativt frisk ras.